# The Lawless Years
Anni senza alcuna legge (The Lawless Years) è una serie televisiva statunitense in 47 episodi trasmessi per la prima volta nel corso di 3 stagioni dal 1959 al 1961. È basata sulla vita dell'agente Barney Ruditsky, attivo a New York negli anni venti, che, diventato un investigatore privato a Hollywood dopo il ritiro dalle forze dell'ordine, rivestì il ruolo di consulente per la serie.

## Trama
New York, anni venti. Barney Ruditsky è un detective del NYPD che insieme al collega Max Fields combatte il crimine cittadino, in particolare le bande della criminalità organizzata.

## Personaggi
- Barney Ruditsky, interpretato da	James Gregory.
- Max Fields, interpretato da	Robert Karnes.
- Dutch Schultz, interpretato da	John Dennis.
- detective, interpretato da	Bill Hickman.
- Lepke, interpretato da	John Vivyan.
- Anna, interpretato da	Carol Eve Rossen.
- Louis 'Louy' Kassoff, interpretato da	Paul Richards.
- Ducko, interpretato da	Jerry Oddo.
- Rose, interpretata da	Naomi Stevens.
- Dolly, interpretata da	Selette Cole.
- Ginny, interpretata da	Barbara Stuart.
- Ben Koster, interpretato da	Al Ruscio.
- Dace, interpretato da	Harry Dean Stanton.
- Lulu, interpretato da	Norman Alden.
- Charlie Gorrah, interpretato da	Stanley Adams.
- Charley, interpretato da	Dick Wilson.
- Legs Diamond, interpretato da	Robert Ellenstein.
- Louis Lepke Bachalter, interpretato da	Shepherd Sanders.
- Big Greeny, interpretato da	Jack Kruschen.
- Farvel, interpretato da	Jonathan Kidd.
- Oxley , interpretato da	Richard Reeves.
- Ears Dugan, interpretato da	George Conrad.
- Lefty, interpretato da	Henry Corden.
- Teresa Angelo, interpretato da Delia Salvi.

## Produzione
La serie fu prodotta da Jack Chertok Television Productions, California National Productions e NBC e girata nell'Iverson Ranch a Los Angeles  negli studios della Metro-Goldwyn-Mayer a Culver City,  in California.
Dal 26 maggio al 23 giugno 1961, The Lawless Years trasmise un episodio in cinque parti intitolato Louie K con le guest star Paul Richards nel ruolo di Louis "Louie" Kassoff, John Dennis nel ruolo di Dutch Schultz e John Vivyan nel ruolo di Lepke. Dennis appare anche nell'episodio The Dutch Schultz Story, trasmesso in prima TV il 14 maggio 1959. Altre guest star come Barbara Stuart, John Vivyan e Harry Dean Stanton compaiono nel corso della serie più volte in ruoli diversi. Tra le altre guest star: Clu Gulager, Robert Fuller, Burt Reynolds, Martin Landau, Frank Dekova, Warren Oates e Nita Talbot.

### Registi
Tra i registi della serie sono accreditati:
- Allen H. Miner (23 episodi, 1959-1960)
- James Neilson (3 episodi, 1959)

## Distribuzione
La serie fu trasmessa negli Stati Uniti dal 1959 al 1961 sulla rete televisiva NBC.
In Italia è stata trasmessa da Telecapri e su Super! con il titolo di Anni senza alcuna legge ma con i sottotitoli in italiano.

## Episodi
| Stagione         | Episodi | Prima TV USA | Prima TV Italia |
| ---------------- | ------- | ------------ | --------------- |
| Prima stagione   | 18      | 1959         | 2008-2009       |
| Seconda stagione | 9       | 1959-1960    | 2016            |
| Terza stagione   | 20      | 1961         | 2024            |